# Malvázia

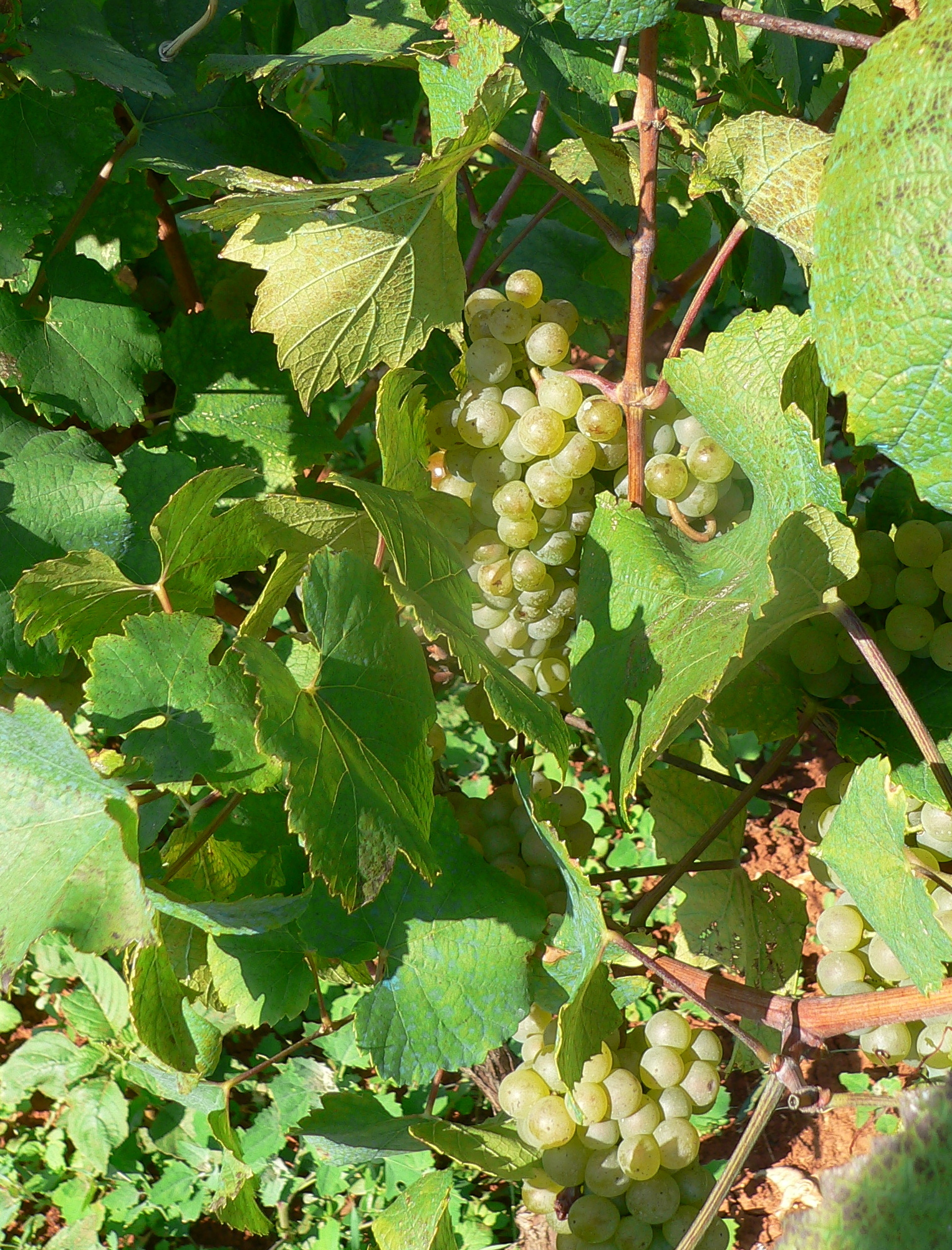
Malvázia fürtök

A malvázia valószínűleg Görögországból származó, de főleg Közép- és Dél-Itáliában, valamint Spanyolországban termesztett szőlőfajta. Különleges zamatú fajtáját termesztik Horvátországban, az Isztriai-félszigeten. Szicíliából telepítették át a 15. században Madeira szigetére is.
Testes, nehéz fehérborok készülnek belőle.
Sokoldalúságának köszönhetően gyakran találkozhatunk vele cuvée borokban. A belőle készített italok közül a legismertebbek a francia desszertborok (a Banylus és a Rivesaltes), valamint a madeirai likőrbor. Spanyolországban, a Rioja borvidéken a macabeóval házasítják, hogy ellensúlyozza annak könnyedségét; így készül az ország leghíresebb borkülönlegessége, a rioja bor. Eredetileg került mintegy 10 %-nyi Toszkána hírességébe, a chiantiba is.
A malváziabor mesterségesen emelt szesztartalmú édes csemegebor-különlegesség, amit az Etna lejtőin termesztett szőlőből érlelnek.
Rokona a korai piros veltelini.